# الصفصف (الملاجم)

تعديل مصدري - تعديل

الصفصف هي إحدى قرى عزلة الرشدة بمديرية الملاجم التابعة لمحافظة البيضاء، بلغ تعداد سكانها 311 نسمة حسب تعداد اليمن لعام 2004.